# 'Arura
'Arura, en arabe : عاروره, est un village du gouvernorat de Ramallah et Al-Bireh en Palestine. Il est situé au nord de Ramallah et au centre de la Cisjordanie.
Selon le recensement du bureau central palestinien des statistiques, la localité compte une population de 3 107 habitants en 2017.